# Cantone di Angers-7
Il Cantone di Angers-7 è una divisione amministrativa dell'Arrondissement di Angers.
È stato costituito a seguito della riforma approvata con decreto del 26 febbraio 2014, che ha avuto attuazione dopo le elezioni dipartimentali del 2015.

## Composizione
Comprende parte della città di Angers e gli 11 comuni di:
- Andard
- Bauné
- La Bohalle
- Brain-sur-l'Authion
- Corné
- La Daguenière
- La Ménitré
- Le Plessis-Grammoire
- Saint-Mathurin-sur-Loire
- Sarrigné
- Trélazé